# Karabin maszynowy Breda Mod. 30
Breda 30 (pełna nazwa Fucile Mitragliatore Breda modello 30) – ręczny karabin maszynowy zaprojektowany w 1930 w zakładach Breda i używany w czasie II wojny światowej przez wojska włoskie. Mimo nieudanej konstrukcji broń ta pozostawała na wyposażeniu armii włoskiej do końca wojny.
Karabin działał na zasadzie krótkiego odrzutu lufy. Jako że broń strzelała z zamka zamkniętego, przy ogniu ciągłym łatwo było o przegrzanie lufy, więc zalecano wymianę lufy co 200 strzałów. Aby zapobiec zakleszczeniu łuski w komorze nabojowej i możliwemu zrywaniu kryz przez pazur wyciągu, podczas opracowywania konstrukcji karabinu włoscy inżynierowie zdecydowali się na oryginalne rozwiązanie: w karabinie zamontowano niewielki pojemnik na smar, który przy każdym strzale był wstrzykiwany do komory nabojowej, powodowało to jednak szybkie zanieczyszczenie broni przez pył np. podczas walk w Afryce Północnej.
Problematyczne było również wbudowanie magazynka w samą broń. Teoretycznie rozwiązanie to powinno eliminować problem zacięć związanych z krzywym, czy nieprawidłowym włożeniem magazynka do jego gniazda, w praktyce oznaczało znaczne spowolnienie szybkostrzelności broni – zamiast szybkiej wymiany magazynka należało napełnić go przy pomocy łódki.